# پارک و منطقه حفاظت شده ملی رنگل–سن الیاس
پارک و منطقه حفاظت شده ملی رنگل-سن الیاس (به انگلیسی: Wrangell-St. Elias National Park and Preserve) پهناورترین پارک طبیعی و ملی آمریکا است. این پارک در ایالت آلاسکا قرار دارد.
وسعت این پارک ملی ۵۰٬۳۳۶ کیلومتر مربع است (تقریباً اندازه وسعت مجموع کشورهای هلند و قبرس، یا سه برابر استان اردبیل).
کوه سنت الیاس در این پارک قرار دارد.

## نگارخانه

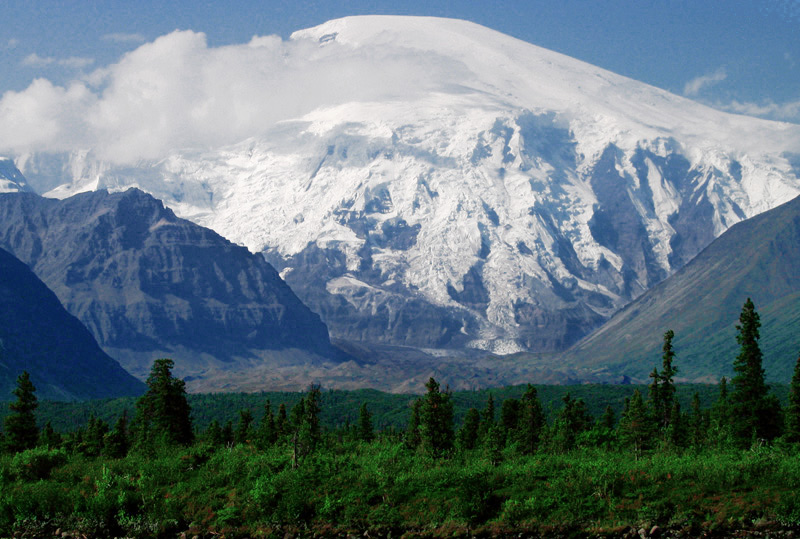
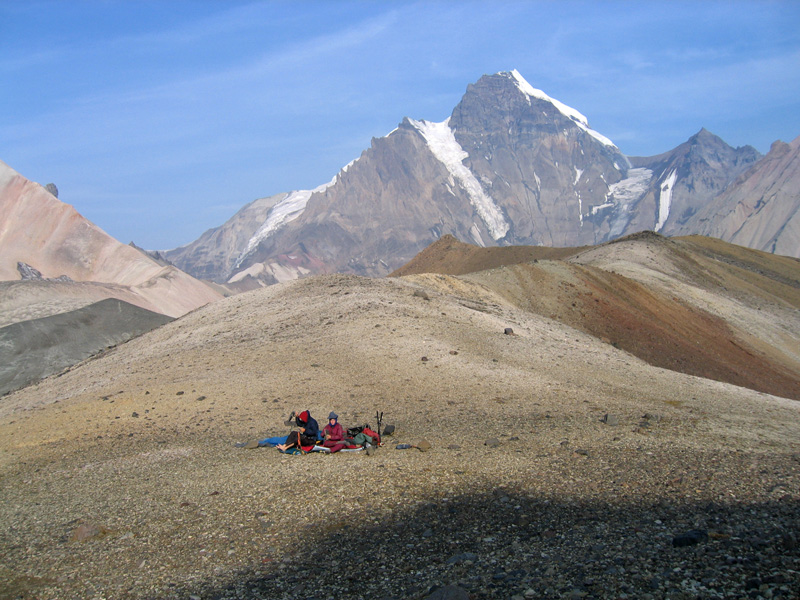
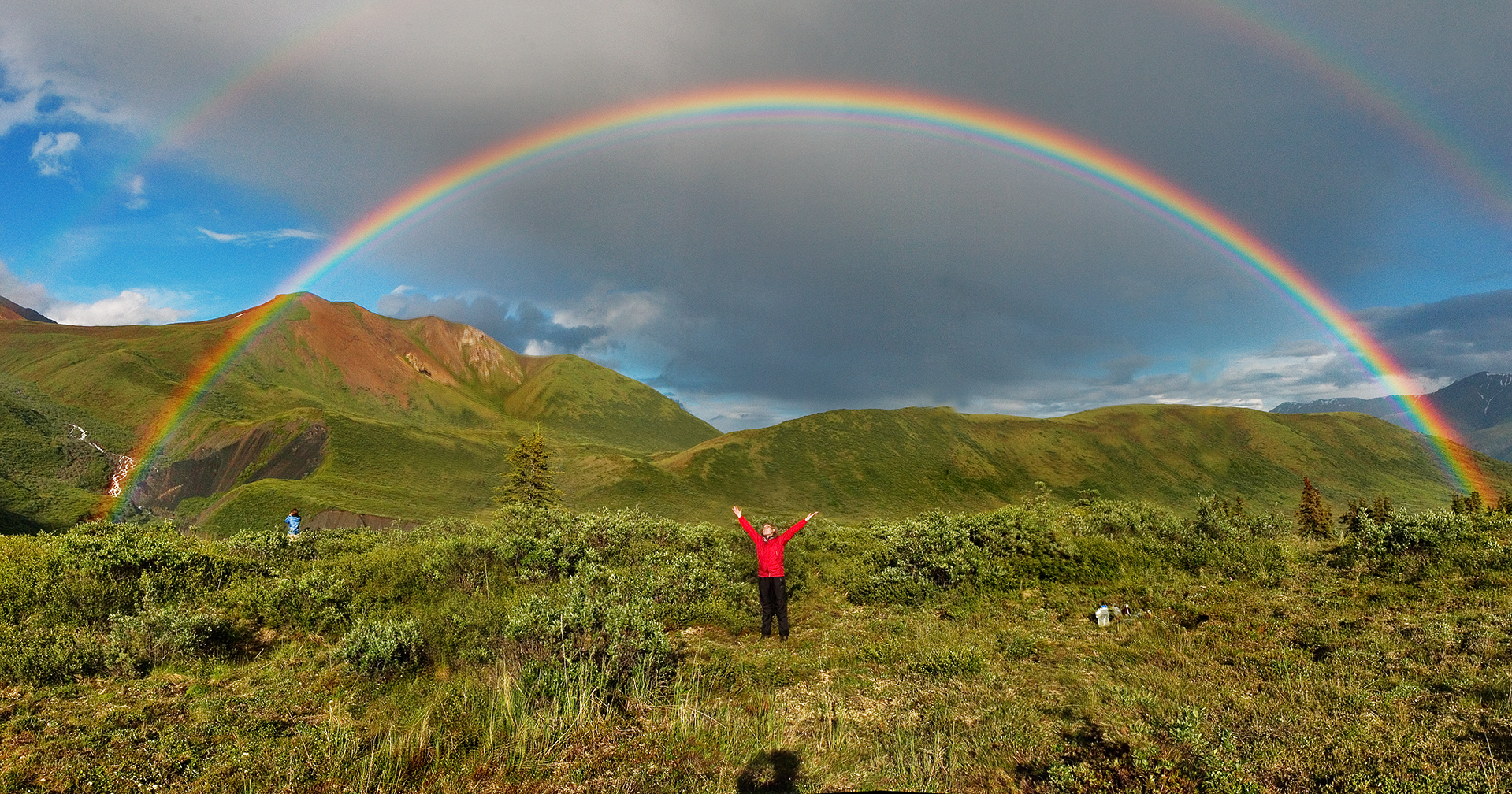

## وبگاه‌های بیرون
- وبگاه رسمی
- وبگاه تصاویری زیبا از پارک